# Petar Sučić
Petar Sučić (Livno, 25 de octubre de 2003) es un futbolista bosnio, nacionalizado croata, que juega en la demarcación de centrocampista para el Inter de Milán de la Serie A.

## Selección nacional
Tras jugar en las categorías inferiores de la selección, finalmente el 5 de septiembre de 2024 hizo su debut con la selección de Croacia en un partido de la Liga de Naciones de la UEFA 2024-25 contra Portugal que finalizó con un resultado de 2-1 a favor del combinado portugués tras los goles de Diogo Dalot y Cristiano Ronaldo para Portugal, y un autogol de Diogo Dalot para Croacia.

## Clubes
| Club                         | País                 | Año       | Partidos | Goles |
| ---------------------------- | -------------------- | --------- | -------- | ----- |
| GNK Dinamo Zagreb II         | Croacia              | 2022      | 9        | 0     |
| HŠK Zrinjski Mostar (cedido) | Bosnia y Herzegovina | 2022-2023 | 37       | 0     |
| GNK Dinamo Zagreb            | Croacia              | 2023-2025 | 75       | 9     |
| Inter de Milán               | Italia               | 2025-     | 4        | 0     |

## Palmarés

### Títulos nacionales
| Título                               | Club                | País                 | Año  |
| ------------------------------------ | ------------------- | -------------------- | ---- |
| Liga Premier de Bosnia y Herzegovina | HŠK Zrinjski Mostar | Bosnia y Herzegovina | 2023 |
| Copa de Bosnia y Herzegovina         | HŠK Zrinjski Mostar | Bosnia y Herzegovina | 2023 |
| Supercopa de Croacia                 | GNK Dinamo Zagreb   | Croacia              | 2023 |
| Primera Liga de Croacia              | GNK Dinamo Zagreb   | Croacia              | 2024 |
| Copa de Croacia                      | GNK Dinamo Zagreb   | Croacia              | 2024 |